# Layton Stewart
Layton Stewart (Liverpool, 3 de septiembre de 2002) es un futbolista británico que juega en la demarcación de delantero para el F. C. Thun de la Superliga de Suiza.

## Trayectoria
Tras formarse en las filas inferiores del Liverpool F. C., finalmente debutó con el primer equipo el 9 de noviembre de 2022 en un encuentro de Copa de la Liga contra el Derby County F. C., siendo sustituido por Darwin Núñez en el minuto 66 en un encuentro que ganó el Liverpool en la tanda de penaltis tras acabar el partido con empate a cero.

## Clubes
| Club                    | País       | Año       | Partidos | Goles |
| ----------------------- | ---------- | --------- | -------- | ----- |
| Liverpool F. C.         | Inglaterra | 2022-2023 | 1        | 0     |
| Preston North End F. C. | Inglaterra | 2023-2025 | 16       | 0     |
| F. C. Thun              | Suiza      | 2025-     | 15       | 4     |